# Cithaeron contentum
Cithaeron contentum is een spinnensoort uit de familie Cithaeronidae. De soort komt voor in Zuid-Afrika.